# 田中忠政
田中 忠政（たなか ただまさ）は、安土桃山時代から江戸時代前期にかけての武将・大名。筑後の柳河藩第2代藩主。

## 生涯
天正13年（1585年）、田中吉政の4男として近江で生まれる。
早くから父の策略で江戸の徳川家康のもとへ人質として送られ、このとき、家康の計らいで従五位下・隼人正となる。また、慶長10年（1605年）には江戸幕府2代将軍・徳川秀忠の上洛に随行した。
慶長14年（1609年）4月3日、父の死により家督を継いだ。これは、忠政が家康と親しかったことにくわえ、長兄の吉次は父の勘気を受けて追放され、次兄の吉信はすでに亡くなっており（没年は慶長15年（1610年）との説もある）、三兄の吉興は病弱だったためだった。ちなみに同年、秀忠の計らいで従四位下・侍従となった。
その後は江戸城西の丸の普請、柳河の開拓などで功を顕す。名古屋城の石垣建設にも携わった。慶長19年（1614年）からの大坂の陣では、冬の陣において徳川方として参戦し、翌年の夏の陣でも徳川方として参戦しようとしたが、家臣団の一部で旧主の豊臣家に与するべきという反論が起こり、さらに財政難などもあって遅参した。このため、駿河にいる家康に謝罪し、罪は許されたが、代償として7年間の江戸滞留を命じられた。元和2年（1616年）、家康が死去すると領内の山本郡の善導寺（久留米市善導寺町飯田）に東照権現宮（東照宮に相当）を勧請した。一方で、父と同じくキリスト教に大きな興味を示して信者を手厚く保護した。家臣の一人がキリシタンを殺害したのを知って激怒し、その家臣を即座に処刑したほどであった。
元和6年（1620年）8月7日、36歳で死去した。嗣子がなく、柳河藩田中家は無嗣断絶となり改易された。幕府の禁教令の中でキリスト教を保護したのは稀有なことであり、その件が幕府の不興を買って改易に結びついたとの説がある。忠政の遺骸は神田吉祥寺に葬られたが、甲冑を身につけて埋葬されたという記述がある。また、供養塔が龍護山千光寺（久留米市山本町）にある。また、位牌が浄土宗大本山善導寺に祀られている。
なお、忠政の死後、三兄・吉興は近江に2万石を与えられ、田中家の名跡を継いだ。